# Un tè con le regine - Quattro attrici si raccontano
Un tè con le regine - Quattro attrici si raccontano (Nothing Like a Dame) è un film documentario del 2018 diretto da Roger Michell.

## Trama
Il documentario è incentrato sulle quattro maggiori attrici britanniche della loro generazione, tutte e quattro onorate con il titolo di Dama dell'Ordine dell'Impero Britannico: Judi Dench, Maggie Smith, Eileen Atkins e Joan Plowright. Nel corso del film le donne ripercorrono le proprie vite e carriera, ricordando in particolare le pellicole e le opere teatrali in cui hanno recitato insieme.

## Distribuzione
Il film ha fatto il suo esordio nelle sale britanniche il 2 maggio 2018.

## Accoglienza

### Critica
Il documentario ha ottenuto recensioni positive. Il quotidiano The Guardian, in particolare, gli ha attribuito cinque stelline su cinque, mentre sul sito Rotten Tomatoes ottiene il 98% delle recensioni positive.